# Laevicephalus bison
Laevicephalus bison är en insektsart som beskrevs av Hamilton 1972. Laevicephalus bison ingår i släktet Laevicephalus och familjen dvärgstritar. Inga underarter finns listade i Catalogue of Life.